# Secaș (Timiș)

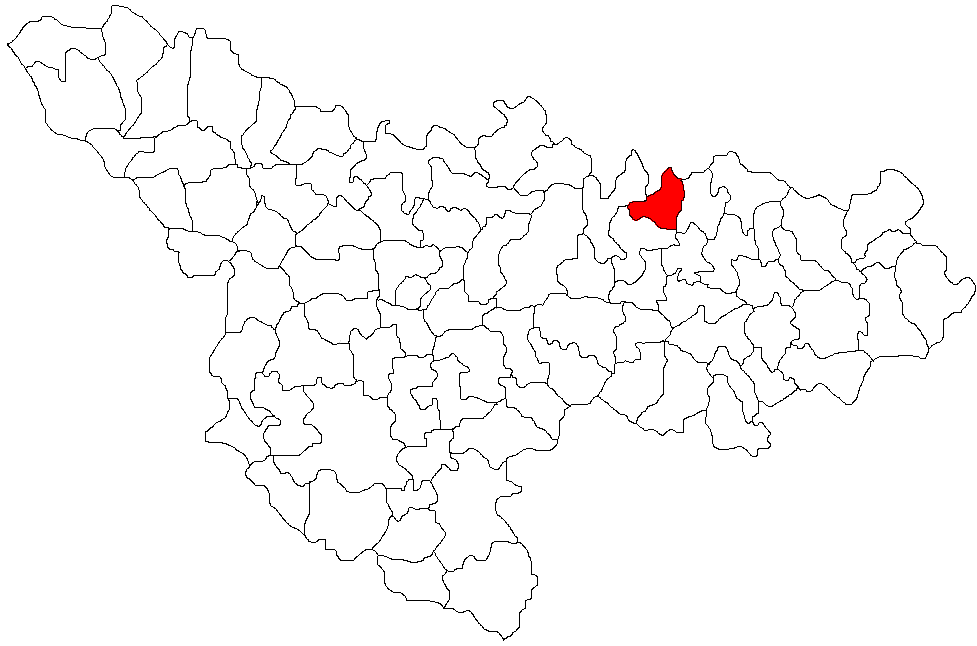
Lage der Gemeinde Secaș im Kreis Timiș

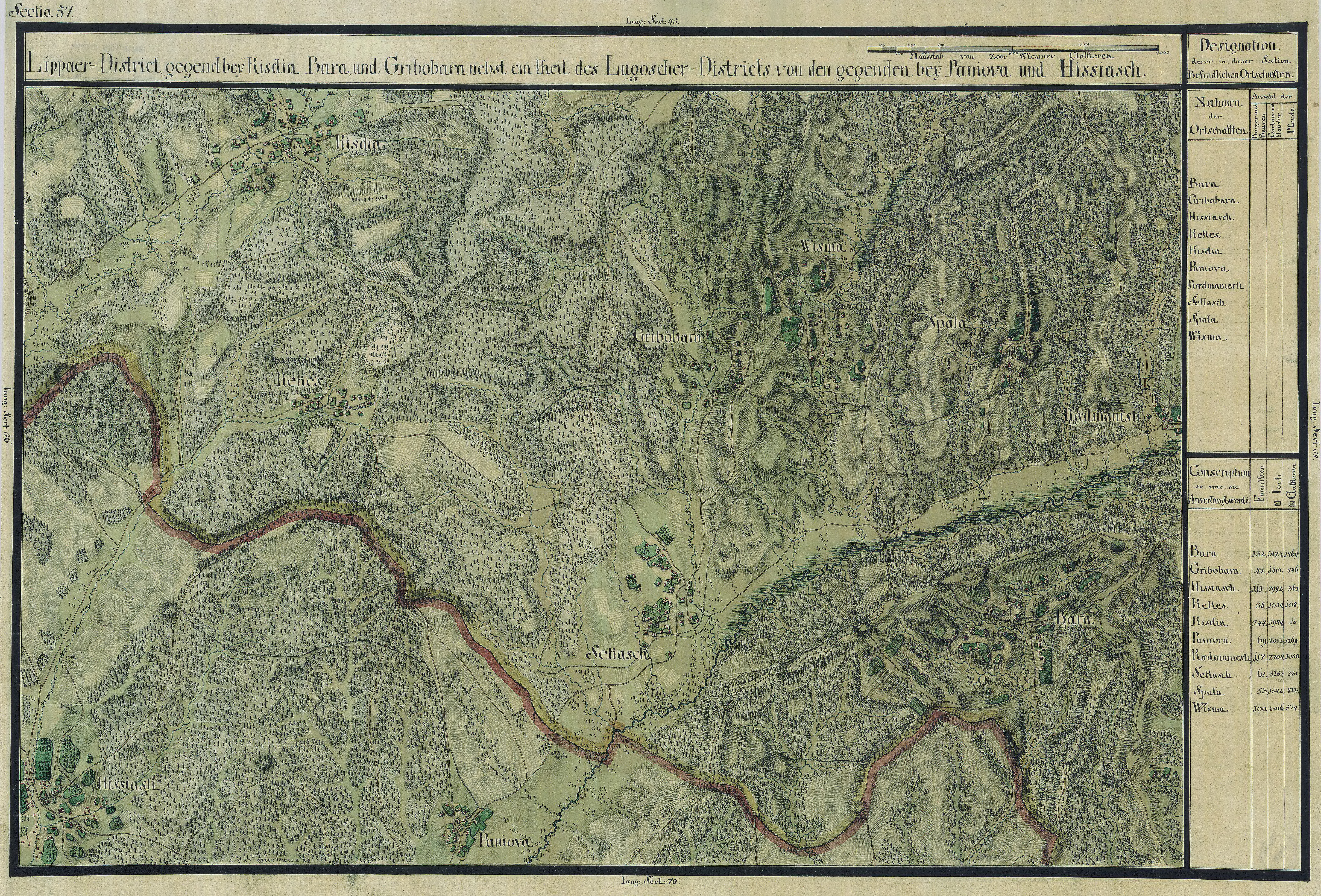
Secaș auf der Josephinischen Landaufnahme (1769–1772)

Secaș (deutsch Sekasch, ungarisch Temesszékás) ist eine Gemeinde im Kreis Timiș, in der Region Banat, im Südwesten Rumäniens. Zur Gemeinde Secaș gehören auch die Dörfer Checheș, Crivobara und Vizma.

## Geografische Lage
Secaș liegt im Nordosten des Kreises Timiș, in 39 Kilometer Entfernung von Lugoj, an der Kreisstraße DJ 609A Belinț-Secaș.

## Nachbarorte
| Coșarii | Crivobara                                   | Bara      |
| Checheș | Kompassrose, die auf Nachbargemeinden zeigt | Bethausen |
| Paniova | Balinț                                      | Fădimac   |

## Geschichte
Eine erste urkundliche Erwähnung stammt aus dem Jahr 1440, als der Ort Kyszekas hieß und zum Distrikt Arad gehörte. Marsigli erwähnte 1690–1700 den Ort in seinen Schriften, was darauf hinweist, dass er während der Türkenzeit bewohnt war.
Zur Zeit der Josephinischen Landaufnahme von 1717, hieß der Ort Sekasch , hatte 7 Häuser und gehörte zum Distrikt Lipova. Nach dem Frieden von Passarowitz (1718), als das Banat eine Habsburger Krondomäne wurde, war Sekasch Teil des Temescher Banats.
Am 4. Juni 1920 wurde das Banat infolge des Vertrags von Trianon dreigeteilt. Der größte, östliche Teil, zu dem auch Secaș gehört, fiel an das Königreich Rumänien. In der Zwischenkriegszeit gehörte Secaș zum Stuhlbezirk Lipova, Kreis Timiș-Torontal. Nach dem Zweiten Weltkrieg fand infolge der Abwanderung in die umliegenden Industriezentren eine fortschreitende Entvölkerung des Ortes statt.

## Demografie
Die Bevölkerungsentwicklung der Gemeinde Secaș:
| 1880 | 2440 | 2298 | 46 | 44 | 51  |
| 1910 | 3017 | 2839 | 79 | 55 | 44  |
| 1930 | 2810 | 2441 | 13 | 42 | 314 |
| 1977 | 472  | 469  | 2  | 1  | -   |
| 2002 | 306  | 303  | -  | 1  | 2   |
| 2021 | 320  | 279  | 2  | -  | 39  |